# (91428) Cortesi
Pour les articles homonymes, voir Cortesi.
(91428) Cortesi est un astéroïde de la ceinture principale.

## Description
(91428) Cortesi est un astéroïde de la ceinture principale. Il fut découvert le 20 août 1999 à Gnosca par Stefano Sposetti. Il présente une orbite caractérisée par un demi-grand axe de 2,63 UA, une excentricité de 0,14 et une inclinaison de 11,8° par rapport à l'écliptique.

## Compléments